# How Could It Be
How Could It Be è un album del cantante e attore statunitense Eddie Murphy, pubblicato dall'etichetta discografica Columbia il 20 luglio 1985.
L'album è disponibile su long playing, musicassetta e compact disc.
Dal disco vengono tratti i singoli Party All the Time e How Could It Be.

## Tracce

### Lato A
1. Do I
2. C-O-N Confused
3. How Could It Be (featuring Crystal Blake)
4. I Wish (I Could Tell You When)

### Lato B
1. Party All the Time (featuring Rick James)
2. I, Me, Us, We
3. My God Is Color Blind
4. Everything's Coming Up Roses